# Compagnie des tramways électriques de Vanves à Paris et extensions

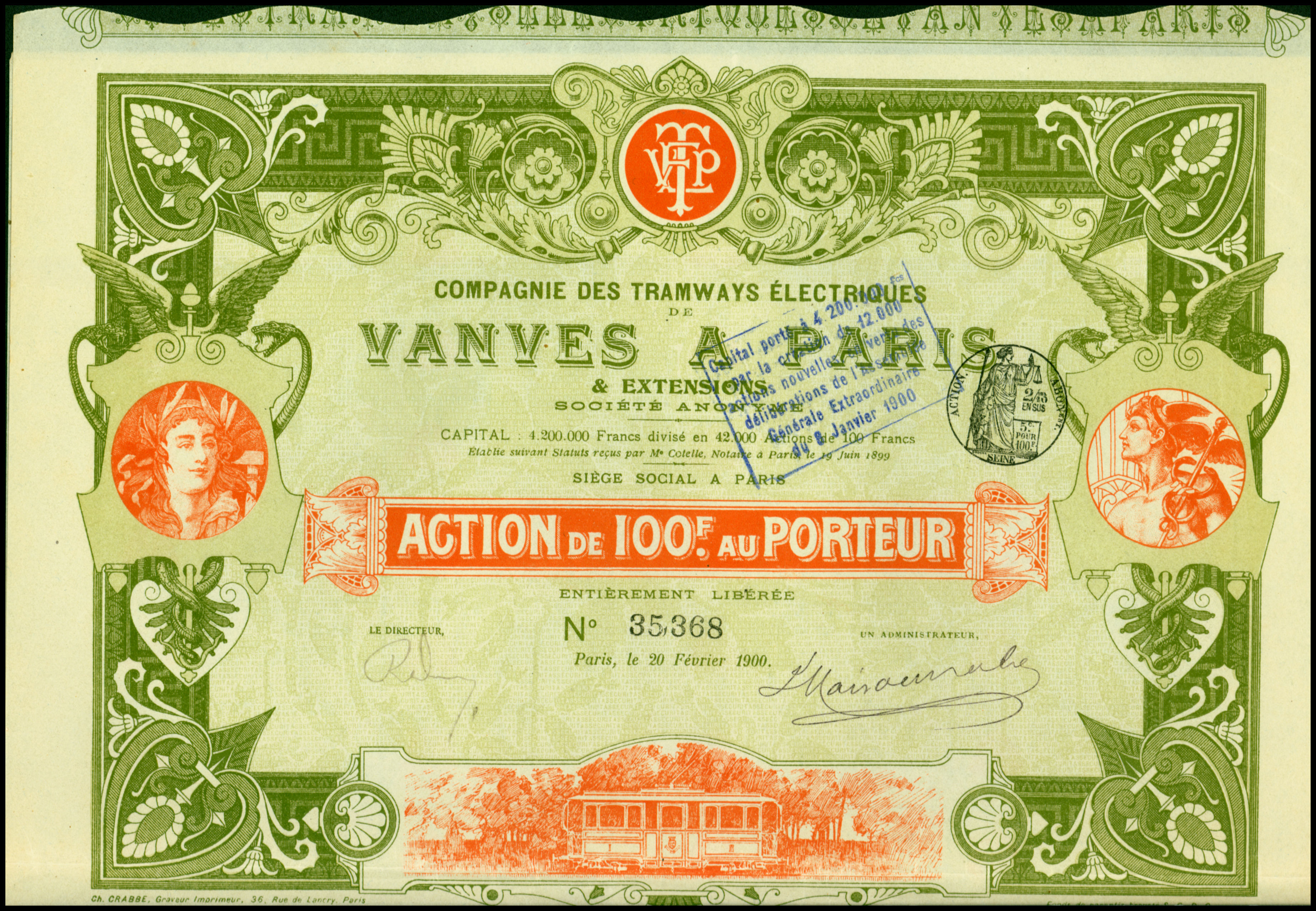
Action de la compagnie des tramways électriques de Vanves à Paris & Extensions, en date du 20 février 1900.

La compagnie des Tramways électriques de Vanves à Paris et extensions  (TEVP) est créée à Paris le 24 juillet 1900, pour exploiter un tramway entre Vanves et le Champ-de-Mars à Paris où se situe l'Exposition universelle de 1900. Elle se substitue à M. Louis-Marie Josserand de Raguet de Brancion de Liman qui a obtenu le 30 mars 1899 la concession de la ligne Vanves – Champ-de-Mars.
La compagnie fut éphémère puisque devant divers problèmes, elle dut suspendre l'exploitation des tramways et fut déclarée en faillite en 1904. La déchéance de la concession est ordonnée ensuite en 1912 et la ligne est déclassée le 16 octobre 1917.

## Tracé de la ligne
Elle partait de Vanves pour entrer dans Paris par la porte Brancion puis emprunter la rue Brancion et rejoindre le Champ-de-Mars. Sa longueur était de 5,3 km.

## Alimentation électrique
La compagnie TPVE, n'ayant pas reçu l'autorisation d'électrifier par fil aérien les voies situées dans Paris,  utilisa le système d'alimentation par plots superficiels Diatto.

## Matériel roulant
Il comprenait :
- seize motrices à bogies ;
- des voitures à deux essieux.